# Cecidonia
Cecidonia is een botanische naam voor een geslacht van korstmossen behorend tot de familie Lecideaceae. De typesoort is Cecidonia umbonella.

## Soorten
Het geslacht bestaat volgens Index Fungorum uit de volgende twee soorten (peildatum november 2021):
| Soortnaam           | Auteur(s)                 | Publicatiejaar |
| ------------------- | ------------------------- | -------------- |
| Cecidonia umbonella | (Nyl.) Triebel & Rambold  | 1988           |
| Cecidonia xenophana | (Körb.) Triebel & Rambold | 1988           |